# Негропонте, Джон
Джон Негропонте (англ. John Negroponte; род. 21 июля 1939) — американский дипломат и государственный деятель. Заместитель государственного секретаря США (2007—2009). Директор Национальной разведки (2005—2007).

## Биография

### Происхождение и образование
Джон Димитри Негропонте родился в Лондоне в семье греческих эмигрантов. После того как дети окончили школу, семья переехала в США. В 1956 году окончил старшую школу «Академия Филлипса в Эксетере». В 1960 году окончил Йельский университет. Владеет английским, испанским, французским и вьетнамским языками.

### Общий обзор карьеры
С 1960-х годов находился на дипломатической службе (см. ниже), также работал помощником госсекретаря по делам океанов, окружающей среде и науке (1985—1987), заместителем помощника президента по национальной безопасности (1987—1989), исполнительным вице-президентом по глобальным рынкам в компании McGraw-Hill (1997—2001), директором Национальной разведки (2005—2007), заместителем Госсекретаря (2007—2009).

## Государственная служба

### Посол США в Гондурасе (1981—1985)
В 1981—1985 годах Негропонте был послом США в Гондурасе. За четыре года его службы военная помощь Гондурасу увеличилась с 4 млн до 77,4 млн долл. в год. Пришедшая к власти администрация Рейгана увеличивала военное присутствие США в стране (в то время как ранее при Джимми Картере было решено не реагировать на свержение в Никарагуа режима Сомосы сандинистами). В связи с этим в США разразился политический скандал «Иран — контрас».
Сенатор Кристофер Додд в своём докладе показал, что Негропонте, вероятно, был в курсе нарушений прав человека со стороны южноамериканских подпольных военных организаций. Проведённые газетами The Washington Post и New York Times расследования указывают на то, что Негропонте был одним из активных проводников антикоммунистической политики президента Рейгана в регионе и человеком, благодаря которому была установлена тесная связь между спецслужбами США, армией Гондураса и никарагуанскими контрас.

### Посол США в Мексике (1989—1993)
В должности посла США в Мексике сыграл ключевую роль в заключении соглашения о Североамериканской зоне свободной торговли (NAFTA), которое стало, по собственной оценке Негропонте, важнейшим из результатов его службы в Мексике.

### Посол США на Филиппинах (1993—1996)
Служил послом США на Филиппинах в 1993—1996 годах. Позже был сопредседателем общества «США — Филиппины».

### Посол США в ООН (2001—2004)
В феврале 2001 года был назначен послом США в ООН и утверждён Сенатом 15 сентября 2001 года, через 4 дня после терактов 11 сентября 2001 года. В ответ на частые и многочисленные резолюции Генеральной ассамблеи ООН, осуждающие Израиль, но не упоминающие палестинский терроризм, заявил на закрытом заседании Совета Безопасности ООН о новом подходе США, получившем название доктрины Негропонте. США заявили, что используют своё право вето в отношении любых резолюций Совбеза по теме палестино-израильского конфликта, не удовлетворяющих четырём принципам:
- Твёрдое и однозначное осуждение всех форм терроризма и подстрекательства к нему.
- Поимённое осуждение Бригад мучеников Аль-аксы, Палестинского исламского джихада и ХАМАСа, ответственных за терроризм.
- Обращение ко всем сторонам конфликта с целью его политического разрешения.
- Требование улучшения ситуации с безопасностью израильтян в качестве условия для любых призывов к выводу израильских войск[9].

### Посол США в Ираке (2004—2005)
19 апреля 2004 года 64-летний Негропонте был назначен президентом Бушем на должность посла США в Ираке в преддверии передачи полномочий Переходному правительству Ирака 30 июня 2004 года. Утверждён Сенатом 6 мая, 95 голосами против 3, и приведён к присяге 23 июня. Сменил главу Временной коалиционной администрации Пола Бремера в роли старшего гражданского чиновника США в Ираке.

### Директор Национальной разведки (2005—2007)
21 апреля 2005 года был утверждён Сенатом на должность директора Национальной разведки 98 голосами против 2. Реакция в разведывательном сообществе на выдвижение кандидатуры Негропонте была, согласно Newsweek, «исключительно положительной», поскольку он «заслужил уважение многих профессионалов разведки с ранних рейгановских времён борьбы с повстанцами». The Times отмечала: «Если кто и может придать какое-то подобие единства запутанной сети американских разведывательных агентств, так это Джон Негропонте».
В декабре 2006 года заявил, что считает военную кампанию в Ираке более опасной для США, чем вьетнамскую, из-за отсутствия явного противника и низкого уровня безопасности по всему Ираку, даже в городах.

### Заместитель госсекретаря США (2007—2009)
27 февраля 2007 года был назначен президентом Бушем на должность заместителя Государственного секретаря США. Служил в этой должности до 20 января 2009 года.

## Критика
Ряд публикаций обвиняли Негропонте в том, что он знал и замалчивал деятельность эскадронов смерти в Южной Америке, члены которых похищали, подвергали пыткам и убивали лиц, неугодных проамериканским правительствам. Эти обвинения не были доказаны официально, и Негропонте их отрицает.

## Семья
Женат, имеет 5 детей.
- Негропонте, Диана — жена, член финансируемой правительством США организации «Freedom House»[18].
- Негропонте, Николас (1943) — брат, американский информатик, руководитель программы ООН One Laptop Per Child.
- Негропонте, Дмитрий Амвросиевич (1834—1908) — прадед, таганрогский негоциант, купец 1-й гильдии, владелец пароходства.

### Положительные оценки
- What NID Needs (Fred Kaplan for Slate, 17 февраля, 2005)
- Smearing Negroponte (Rich Lowry for National Review, 22 февраля, 2005)
- "Bush’s Cool Cold Warrior (Jan McGirk in the Independent) September 16, 2001

### Критика
- We Must Not Move On (Paul Laverty for The Guardian, 13 апреля, 2005)
- Negroponte’s Time in Honduras at Issue (Michael Dobbs for The Washington Post, 21 марта, 2005)
- John Negroponte’s Human Rights Record Continues to Stir Debate (May I Speak Freely Media — extensive list of links to critical commentary and news articles, etc., February 2005)
- Bush hands key post to veteran of dirty wars (Duncan Campbell of The Guardian on Negroponte’s past history, 18 февраля, 2005)
- Dennis Hans. When John Negroponte Was Mullah Omar, Common Dreams, 20 февраля 2005 .
- From Central America to Iraq Архивная копия от 11 января 2008 на Wayback Machine (Chomsky, N. for Khaleej Times, 6 августа, 2004)
- Ghali Hassan. Ambassador to Death Squads: Who is John Negroponte?, Counter Punch, 4 июня 2004.
- The Negroponte nomination: a warning to the people of Iraq (Bill Van Auken for the World Socialist Web Site, 21 апреля 2004)
- Our man in Honduras (Stephen Kinzer for The New York Review of Books, 20 сентября, 2001)
- 1995 Four-Part Series on Honduras in the 80s (The Baltimore Sun, 11 июня, 1995 — 18 июня, 1995)
- A carefully crafted deception (Ginger Thompson and Gary Cohn for The Baltimore Sun, 18 июня, 1995)
- Negroponte’s 'Friendly Eye' (Robert Parry for ConsortiumNews.com, 13 апреля 2005)
- Negroponte Makes the Most of His Post as Minister Without Portfolio (Jeff Stein for Congressional Quarterly, 3 марта, 2006)